# Almirante Latorre (nave da battaglia)
La Almirante Latorre, in onore di Juan José Latorre, era una nave da battaglia super-dreadnought costruita per l'Armada de Chile. Era la prima nave della coppia costituente la classe Almirante Latorre, costruita in risposta all'acquisizione di navi simili da parte di altre marine sudamericane. La costruzione iniziò a Elswick (Newcastle upon Tyne) subito dopo l'ordinazione, avvenuta nel novembre 1911; quando era quasi giunta a completamento, venne acquistata dalla Royal Navy per l'impiego nella prima guerra mondiale. Entrata in servizio nel settembre 1915, servì nella Grand Fleet come HMS Canada per tutta la durata della guerra, entrando in azione durante la battaglia dello Jutland. La Canada venne rivenduta al Cile nel 1920, riprendendo il nome originale Almirante Latorre, e servì come nave ammiraglia della marina cilena e frequentemente come nave presidenziale. Tra il 1929 ed il 1931 fu sottoposta a lavori di modernizzazione nel Regno Unito. Nel settembre del 1931, il suo equipaggio diede inizio all'ammutinamento della Marina Cilena, rapidamente seguito dalla maggior parte degli equipaggi della flotta. In conseguenza delle divisioni tra gli ammutinati, la ribellione fallì e le navi tornarono sotto il controllo governativo. L'Almirante Latorre per un periodo, negli anni trenta, fu posta in riserva per tagli alla spesa pubblica durante la Grande depressione, ma era ancora in buone condizioni per destare l'interesse della US Navy dopo l'attacco di Pearl Harbor. L'offerta di acquisto americana fu declinata e la nave passò la maggior parte della seconda guerra mondiale impegnata nel pattugliamento a protezione della neutralità cilena. Venne radiata nel 1958 e demolita l'anno seguente in Giappone.

## Antefatto
Le ragioni d'essere della Almirante Latorre si possono rintracciare nelle corse agli armamenti navali che si segnarono il rapporto tra Cile ed Argentina, impegnate fin dal 1840 in dispute territoriali in Patagonia e Puna de Atacama, per il controllo del canale di Beagle. Le corse al riarmo si riaccesero negli anni novanta e nel 1902; quest'ultima venne finalmente risolta, tramite la mediazione britannica, con un trattato che imponeva restrizioni e limiti ad entrambe le marine. La Royal Navy acquistò le due pre-dreadnought classe Constitución in costruzione per il Cile, mentre l'Argentina vendette al Giappone i due incrociatori corazzati classe Rivadavia in costruzione in Italia.
Dopo l'ingresso in servizio della rivoluzionaria HMS Dreadnought nel 1906, il Brasile decise, all'inizio del 1907, di bloccare la costruzione di tre ormai obsolete corazzate policalibro in favore di due o tre nuove dreadnought di produzione inglese. Queste navi, entrate in servizio come classe Minas Gerais, erano progettate per trasportare il più potente armamento mai imbarcato fino ad allora ed impressionarono Cile ed Argentina, i quali rigettarono il patto del 1902 di limitazione degli armamenti. L'ambasciatore degli Stati Uniti in Brasile, allarmato dalla situazione, avvisò il Dipartimento di Stato dei rischi di destabilizzazione connessi ad una nuova corsa agli armamenti. Dopo altre tensioni nell'area del Río de la Plata ed una intensa campagna giornalistica a favore delle dreadnought, anche l'Argentina proseguì il riarmo navale. Dopo una competizione di 15 cantieri di Stati Uniti, Gran Bretagna, Germania, Francia e Regno d'Italia, l'Argentina ordinò ai cantieri statunitensi Fore River Shipyard due navi da battaglia monocalibro classe Rivadavia, con un'opzione per una terza. Al suo principale rivale che acquistava dreadnought, il Cile rispose con lanciando una richiesta di offerta a paesi europei ed americani per dotarsi delle più potenti navi da battaglia in mare.

## Costruzione, acquisto e servizio con la Royal Navy
Il 6 luglio 1910, il Congresso nazionale cileno approvò una legge che stanziava 400.000 £ in favore della marina per sei cacciatorpediniere, due sottomarini e due grandi navi da battaglia, in seguito battezzate Almirante Latorre e Almirante Cochrane.
Il contratto per la costruzione della nave venne assegnato alla Armstrong Whitworth il 25 luglio 1911. Ufficialmente, al Almirante Latorre fu ordinata il 2 novembre dello stesso anno e venne impostata meno di un mese dopo, il 27 novembre, diventando la nave più grande costruita dalla Armstrong fino ad allora. Il New York Tribune il 2 novembre 1913 riportò che la Grecia aveva cercato di acquistare la nave da battaglia per controbilanciare l'acquisto da parte dell'Impero ottomano della Rio de Janeiro dal Brasile, ma nonostante stesse prendendo piede in Cile l'idea di vendere una o entrambe le navi, non fu raggiunto un accordo.
L'Almirante Latorre fu varata il 27 novembre 1913 in una sontuosa cerimonia, alla quale presero parte vari dignitari e che fu presieduta dall'ambasciatore cileno nel Regno Unito, Agustín Edwards Mac-Clure, la cui moglie Olga Budge de Edwards ebbe l'onore di madrina. Dopo lo scoppio della Grande Guerra, la costruzione della Almirante Latorre venne interrotta nell'agosto 1914 e la nave venne formalmente acquistata dal Regno Unito il 9 settembre successivo. L'Almirante Latorre non venne sequestrata forzatamente come le ottomane Reşadiye e Sultân Osmân-ı Evvel (ex-Rio de Janeiro), le altre due navi in costruzione per un paese straniero, poiché il Cile aveva lo status di paese "neutrale amico" con il Regno Unito.
La Almirante Latorre venne ridenominata HMS Canada e fu leggermente modificate per adattarla agli standard inglesi: il ponte venne sostituito con due piattaforme aperte e venne aggiunto un albero tra i due fumaioli per supportare la gru di movimentazione delle lance. L'allestimento fu completato il 20 settembre 1915. e la nave venne accettata dalla Royal Navy il 15 ottobre. Inizialmente servì con il 4th Battle Squadron della Grand Fleet ed entrò in azione nella battaglia dello Jutland tra 31 maggio e 1º giugno 1916, sparando 42 colpi da 14 pollici e 109 da 6 pollici, senza essere colpita né subire perdite. Durante la battaglia centrò con due salve l'incrociatore tedesco SMS Wiesbaden alle 18:40 e ne sparò altre 5 contro una nave non identificata alle 19:20. La Canada fu poi trasferita al 1st Battle Squadron il 12 giugno 1916. Subì alcuni lavori di modifica nel 1917 e nel 1918, durante i quali ricevette nuovi telemetri e vennero rimossi due dei BL 6 in Mk XI di poppa che venivano danneggiati dalle fiammate della torre da 360 mm centrale. L'ultimo anno vennero infine installate delle piattaforme per il decollo di aeroplani sopra alle torri superfiring di prua e di poppa. La Canada venne posta in riserva nel marzo 1919.

## Servizio con l'Armada de Chile

### Inizio carriera

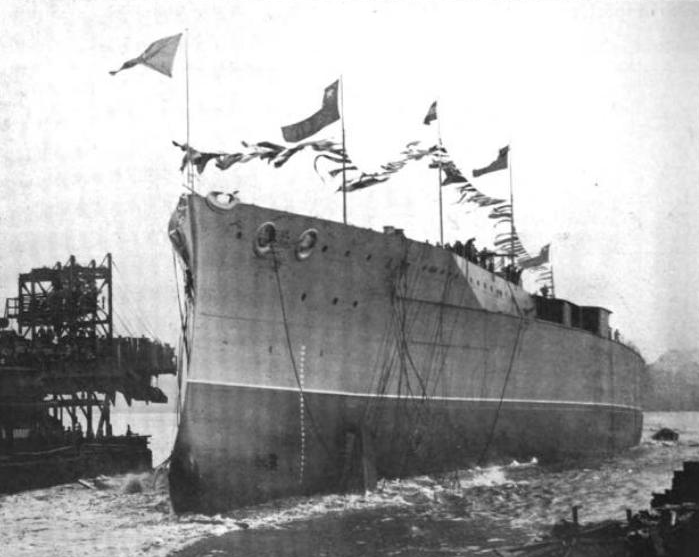
Varo della Almirante Latorre, novembre 1913.

Dopo la fine della guerra in Europa, il Cile iniziò a cercare navi addizionali per potenziare la sua flotta ed il Regno Unito offrì volentieri molte delle sue unità di surplus, inclusi i due restanti incrociatori da battaglia classe Invincible.
Dopo la fine della guerra in Europa, il Cile iniziò la ricerca di navi per potenziare la propria flotta. Il Cile aveva avanzato richieste per la Eagle (che sarebbe dovuta essere la Almirante Cochrane) ma a patto che venisse ricostruita nella originale configurazione di nave da battaglia, ma la richiesta venne ritenuta impraticabile. Il Regno Unito offrì quindi, tra le sue molte navi di surplus, i due rimanenti incrociatori classe Invincible. La notizia del possibile acquisto di queste due navi allarmò le altre potenze del Sud America, mentre in patria causò le proteste dell'opinione pubblica, capitanata da un gruppo di ufficiali di marina che promuoveva invece l'acquisto di sommergibili ed aeroplani, per il loro minor costo e le prestazioni dimostrate durante la guerra. Alla fine, il Cile acquistò solo la Canada e quattro cacciatorpediniere nell'aprile 1920, tutte navi ordinate prima della guerra e requisite dalla Gran Bretagna. Il costo totale delle cinque navi fu meno di un terzo del prezzo che il Cile avrebbe dovuto pagare per la sola Almirante Latorre nel 1914. La Canada fu ridenominata Almirante Latorre per l'ultima volta e formalmente venne ceduta al governo cileno il 27 novembre 1920". Salpò da Plymouth lo stesso giorno con due dei cacciatorpediniere, il Almirante Riveros e l'Almirante Uribe, sotto il comando dell'ammiraglio Luis Gómez Carreño. La squadra arrivò in Cile il 20 febbraio 1921, dove venne accolta dal presidente Arturo Alessandrini. La nave da battaglia fu designata nave ammiraglia della marina.
Nel suo ruolo di nave ammiraglia, la Almirante Latorre venne frequentemente usata dal presidente per varie funzioni. Dopo il terremoto di Vallenar, la nave fu usata per trasportare nelle aree colpite Alessandri, insieme a tende, medicinali, derrate alimentari, vestit e 2 milioni di pesos". Nel 1923 il Cile schierava la Latorre, un incrociatore e cinque cacciatorpediniere, portando il New York Times a definire il paese come la terza potenza navale sudamericana. La nave, presa singolarmente, era più potente delle dreadnought brasiliane ed argentine, ma era una contro le due di ciascuno di questi ultimi paesi; a peggiorare questa situazione c'era la mancanza di moderni incrociatori di scorta. Nel 1924, la nave ospitò nuovamente il presidente quando visitò Talcahuano per inaugurare solennemente il nuovo bacino di carenaggio. Dopo la caduta della "junta" golpista di gennaio del 1925, la nave ospitò il presidente Alessandri durante una parata navale a Valparaíso. In settembre, l'ultimo mese del suo mandato, Alessandri ricevette a bordo il Principe di Galles Edoardo VIII.
Nel 1929 la Almirante Latorre venne inviata in Inghilterra per lavori di modernizzazione presso i cantieri di Devonport; partì dal Cile il 15 maggio, toccò Balboa prima di attraversare il canale di Panama 9 giorni dopo; si rifornì a Port of Spain il 28 maggio, attraversò l'Oceano Atlantico passando per le Isole Azzorre per arrivare a Plymouth il 24 giugno. Le maggiori modifiche inclusero la ricostruzione del ponte, l'aggiornamento del controllo di tiro della batteria principale e l'aggiunta di una nuova centrale per l'armamento secondario, la sostituzione delle turbine a vapore. Vennero installati un nuovo albero tra la terza e la quarta torre, una controcarena anti-siluro simile a quella della classe Queen Elizabeth e nuovi cannoni contraerei. Dopo circa due anni dall'inizio dei lavori, la nave salpò per Valparaíso il 5 marzo 1931, dove arrivò il 12 aprile, trasportando sul ponte due rimorchiatori da 74 t acquistati per l'uso nei porti di Punta Arenas e Valparaíso.

### Ammutinamento del 1931

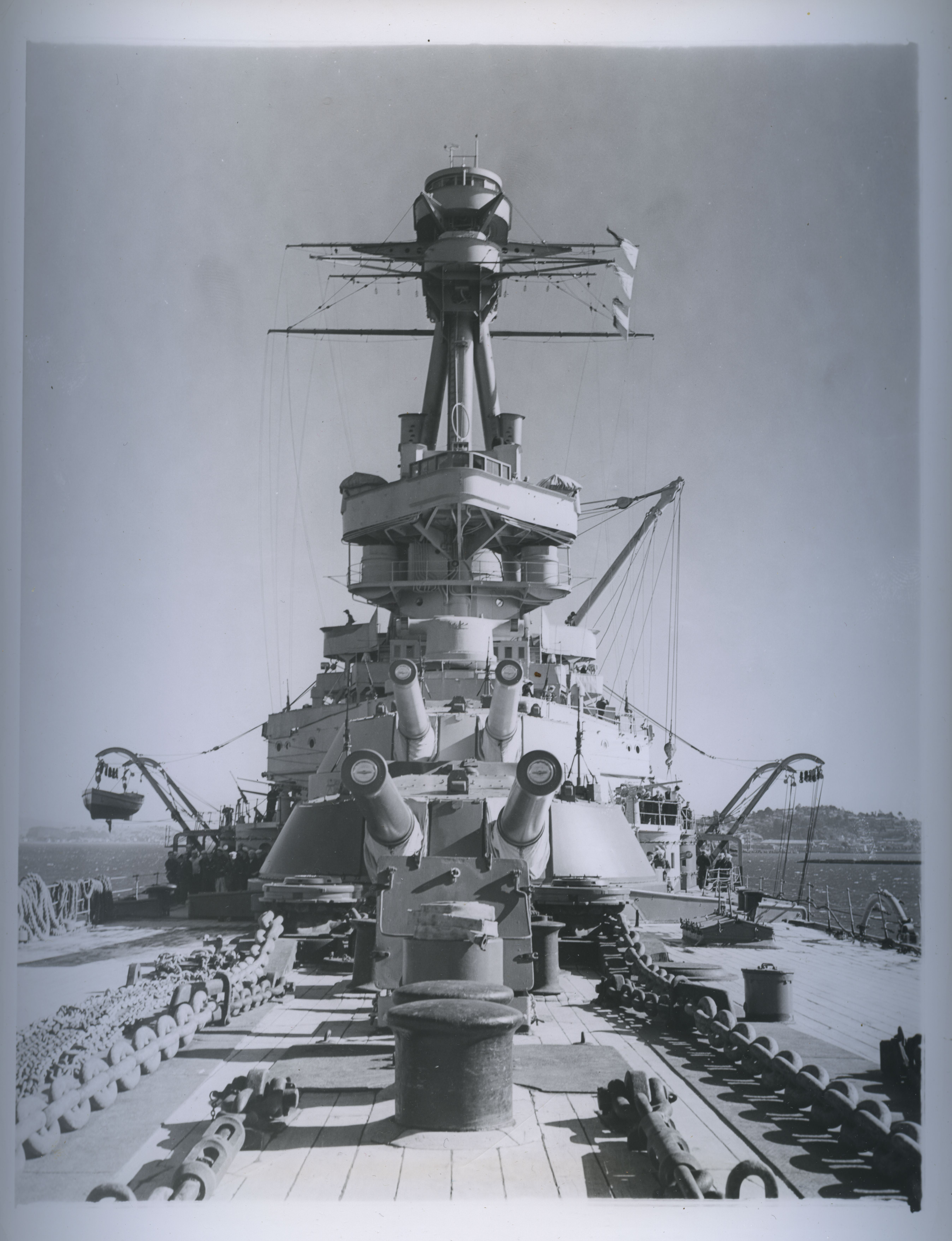
Almirante Latorre.

Nonostante la rimozione in luglio 1931 dell'uomo forte della situazione, il presidente Carlos Ibáñez del Campo, il Cile non riuscì a superare indenne i gravi effetti economici della Grande depressione e gli stipendi dei dipendenti pubblici che superavano i 3.000 pesos annuali vennero ridotti del 12-30%. La decisione scatenò forti reazioni tra gli equipaggi della marina, che ebbero i salari ridotti del 10% e le indennità di imbarco del 50%. Vari membri dell'equipaggio della nave, esclusi gli ufficiali, si incontrarono il 31 agosto e decisero per l'ammutinamento.
Poco dopo la mezzanotte del 1º settembre, i membri più giovani degli equipaggi della Latorre, dell'incrociatore corazzato O'Higgins, di sette cacciatorpediniere e di alcuni sommergibili presero il controllo delle loro navi mentre molti dei loro colleghi erano presi da un incontro di boxe a La Serena. Gli ufficiali, per la maggior parte contrari, vennero imprigionati, assicurando agli ammutinati il controllo delle navi entro le 2:00. Gli equipaggi elessero un comitato, denominato Estado Mayor de Tripulacion, per guidare la rivolta. Più tardi lo stesso giorno, alle 16:55, gli ammutinati contattarono via radio il Ministro della Marina, dichiarando che agivano di comune accordo e non in combutta con partiti politici o ribelli comunisti. Essi chiesero la restituzione dello stipendio pieno e la punizione di coloro che avevano gettato il paese nella depressione economica, pur dichiarando che non avrebbero perseguito questi obiettivi con la forza.
Poco prima della mezzanotte del 2 settembre, gli ammutinati inviarono al governo cileno una più elaborata lista di 12 richieste. 
Nel frattempo, più a sud, il personale più giovane della base navale di Talcahuano aderì all'ammutinamento, prendendo il controllo di diversi vascelli. Molti di questi salparono per il nord del paese per raggiungere gli altri ribelli, mentre due incrociatori e diversi cacciatorpediniere e sommergibili rimanevano a protezione della base. Altre basi si unirono alla rivolta ormai palese, incluso il 2º Gruppo aereo di Quintero. Con una tale massa di rivoltosi, il governo temeva che a questa si unisse la massa di disoccupati del paese; infatti scioperi di massa vennero indetti a Valparaíso dal candidato comunista alla presidenza Elías Lafertt. Il governo cercò il sostegno degli Stati Uniti sotto forma di intervento militare o forniture di guerra (inclusi due sommergibili e bombe capaci di penetrare le corazze della Almirante Latorre), ma questi rifiutarono. Il vicepresidente facente funzione Manuel Trucco si trovò così in una posizione difficile; doveva sconfiggere i ribelli prima che altre unità si unissero all'ammutinamento, ma se avesse agito con eccessiva durezza la popolazione avrebbe potuto percepire le sue politiche repressive come troppo simili a quelle dell'ex dittatore Ibáñez del Campo. Trucco decise per la via della riconciliazione: inviò un ammiraglio, Edgardo von Schroeders, a negoziare con gli ammutinati, che lo ricevettero a bordo della Latorre; l'ufficiale, percepita la spaccatura tra i marinai semplicemente desiderosi del reintegro dello stipendio e quelli con una più complessa agenda politica, tentò di dividere le due fazioni e portarle alla resa. Tuttavia, un messaggio della flotta del sud ancora in viaggio, con il quale si richiedeva di attendere il suo arrivo prima di ogni decisione, bloccò le trattative e l'ammiraglio von Schroders rientrò in volo nella capitale.
Il 5 settembre segnò la svolta per le fortune dei ribelli: nonostante l'arrivo della flotta meridionale, tutte le strutture a terra vennero prese dai governativi, lasciando agli ammutinati solo il controllo delle navi. Dal giorno successivo iniziò un attacco aereo delle forze governative. Gli unici danni provocati dall'attacco riguardarono il sommergibile H4, che risultò incapace di immergersi, ma almeno una bomba cadde a meno di 50 m dalla nave ammiraglia. Nonostante gli scarsi effetti reali, l'attacco fiaccò lo spirito dei ribelli, che subito offrirono di inviare una delegazione a Santiago per discutere i termini della resa, ma il governo, rassicurato dalla vittoria terrestre, rifiutò. Mentre l'ammutinamento si spegneva tra liti ed anarchia, singole navi iniziarono a lasciare la baia ed a salpare per Valparaíso, seguite presto dal resto della flotta. La Almirante Latorre finì nella baia di Tongoy con il cacciatorpediniere Blanco Encalada. Sette uomini dell'equipaggio ricevettero una sentenza di condanna a morte, poi commutata in ergastolo.

### Fine carriera

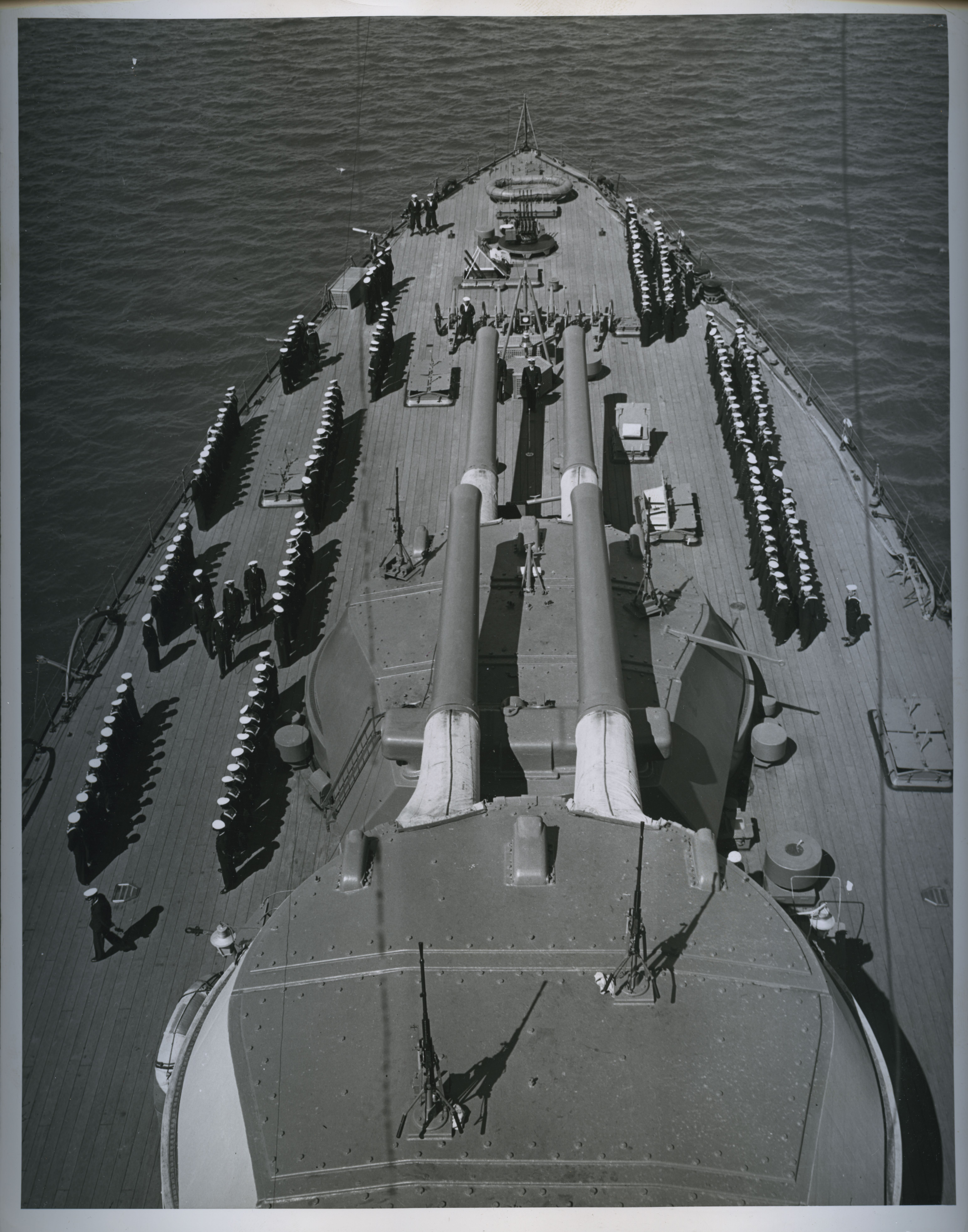
Vista dalla plancia Almirante Latorre.

Nel mezzo della Grande depressione, la Almirante Latorre fu disattivata nel 1933 a Talcahuano per ridurre le spese governative, con a bordo un equipaggio ridotto che assicurava la normale manutenzione. A metà degli anni trenta la nave venne riattivata. Durante i lavori del 1937 presso i cantieri di Talcahuano venne rimossa la catapulta per l'aereo e venne installato armamento antiaereo. I lavori di modernizzazione furono solo parziali ed allo scoppio della seconda guerra mondiale, rispetto alle equivalenti straniere, la batteria principale era dotata di una gittata minore e la corazzatura era inadeguata. Nonostante ciò, appena dopo l'attacco di Pearl Harbor gli Stati Uniti contattarono l'addetto navale cileno ed il vice ammiraglio a capo della commissione navale cilena negli USA per acquistare la nave ed alcuni cacciatorpediniere, come soluzione tampone per rinforzare la flotta decimata dai giapponesi. L'offerta venne declinata. e la Latorre fu usata per proteggere la neutralità cilena durante il conflitto.
La Almirante Latorre rimase operativa fino al 1951, quando un incidente nella sala macchine uccise tre uomini dell'equipaggio. Ormeggiata a Talcahuano, fu usata per lo stoccaggio del carburante. Venne radiata nell'ottobre 1958 e venne venduta alle Mitsubishi Heavy Industries per essere demolita nel febbraio dell'anno seguente per 881.110 dollari americani. Il 29 maggio 1959, di fronte alla flotta cilena schierata, la vecchia dreadnought lasciò il Cile al cavo del rimorchiatore Cambrian Salvos. e raggiunse Yokohama alla fine di agosto", dove i lavori di demolizione non iniziarono immediatamente.